# Arathi Sara Sunil
Arathi Sara Sunil (* 1. Oktober 1994) ist eine indische Badmintonspielerin. 

## Karriere
Arathi Sara Sunil siegte 2013 bei den Bahrain International und den Bangladesh International. Bei den India International 2013 und der Bahrain International Challenge 2013 wurde sie ebenso Dritte wie bei den Iran Fajr International 2014. Bei den nationalen Titelkämpfen gewann sie im Dezember 2013 ebenfalls Bronze.